# Зора (1918)
„Зора“ е вестник на българската емиграция в Канада.
| Годишнина | Броеве | Дата         |
| --------- | ------ | ------------ |
| I         | 1 – ?  | юни 1918 – ? |

Излиза като месечен вестник в Торонто, провинция Онтарио от юни 1918 година. Негов издател е йеромонах Теофилакт. Тематиката му е предимно християнска. След няколко месеца спира.